# Latrodectus obscurior
Latrodectus obscurior is een spin uit de familie der kogelspinnen. Ze komt enkel voor op Madagaskar en de Kaapverdische Eilanden. Hun gif is uiterst dodelijk en kan enkel bestreden worden met een tegengif.